# Domițian Cupșa
Domițian Cupșa (n. 23 iulie 1865, Huzmezău – d. 25 decembrie 1934, Tășnad) a fost un deputat în Marea Adunare Națională de la Alba Iulia, organismul legislativ reprezentativ al „tuturor românilor din Transilvania, Banat și Țara Ungurească”, cel care a adoptat hotărârea privind Unirea Transilvaniei cu România, la 1 decembrie 1918.:p. 273

## Biografie
Domițian Cupșa s-a născut în localitatea Husmezeni, la data de 23 iulie 1865.  A fost preot în localitatea Tășnad, unde a și decedat în anul 1934 la data de 25 decembrie.:p. 273

## Educație și studii
A studiat teologia la Gherla.:p. 273

## Activitate politică
A fost delegat al cercului electoral Tășnad la Marea Adunare Națională de la Alba Iulia din 18 noiembrie/ 1 decembrie 1918.